# ブレッド湖
ブレッド湖（ブレッドこ、スロベニア語: Blejsko jezero, ドイツ語: Veldeser See）はスロベニア北西部ユリアン・アルプスに位置する氷河湖で、ブレッドに隣接する。リュブリャナ空港から55km、首都リュブリャナからは35kmの場所に位置する。この地域一帯はスロベニアを代表する観光地である。
ブレッド湖は長さ2,120m、幅1,380mで最も深い箇所で30.6mある。ブレッド湖周辺は風光明媚な環境で、山並や城の景色が広がる。湖北岸には中世のブレッド城があり、湖にはブレッド島が浮かぶ。この島はスロベニアでは唯一の自然の島であり、いくつかある建物のうちメインとなるのは、聖マリア教会（Cerkev Marijinega vnebovzetja, 聖母被昇天教会）で15世紀に建てられた。52mの塔と99段の階段がある。また、教会では定期的に結婚式も行われている。
ブレッド湖はボート競技には条件がいい場所でもある。1966年、1979年、1989年、2011年に世界ボート選手権が開催された。

## ギャラリー

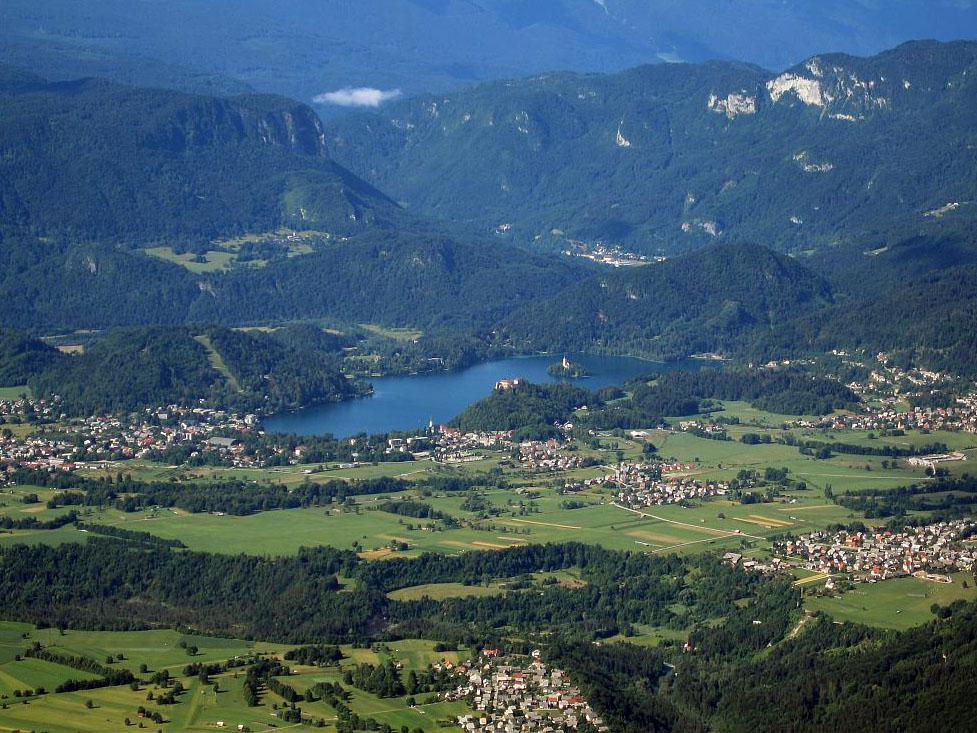
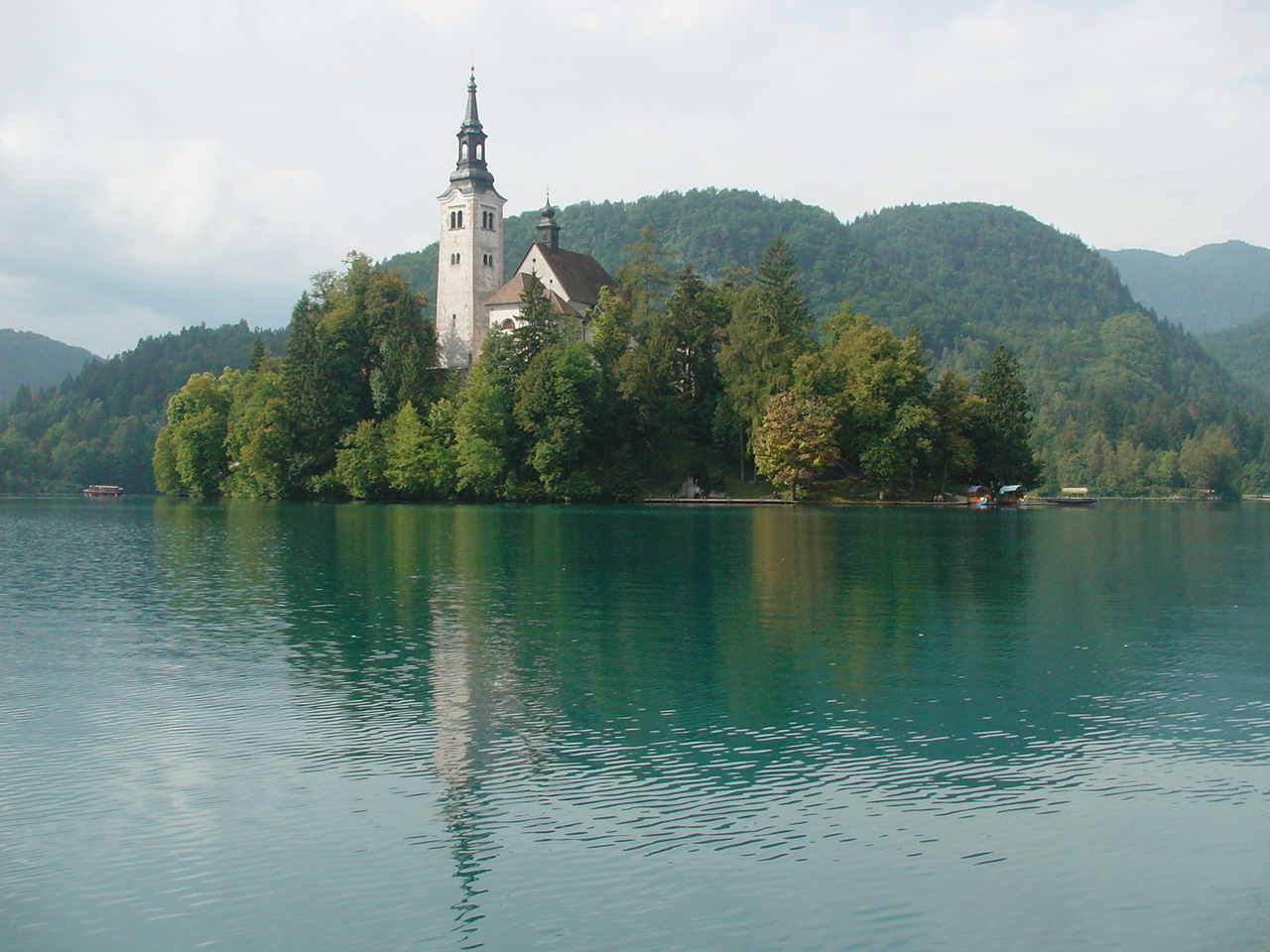
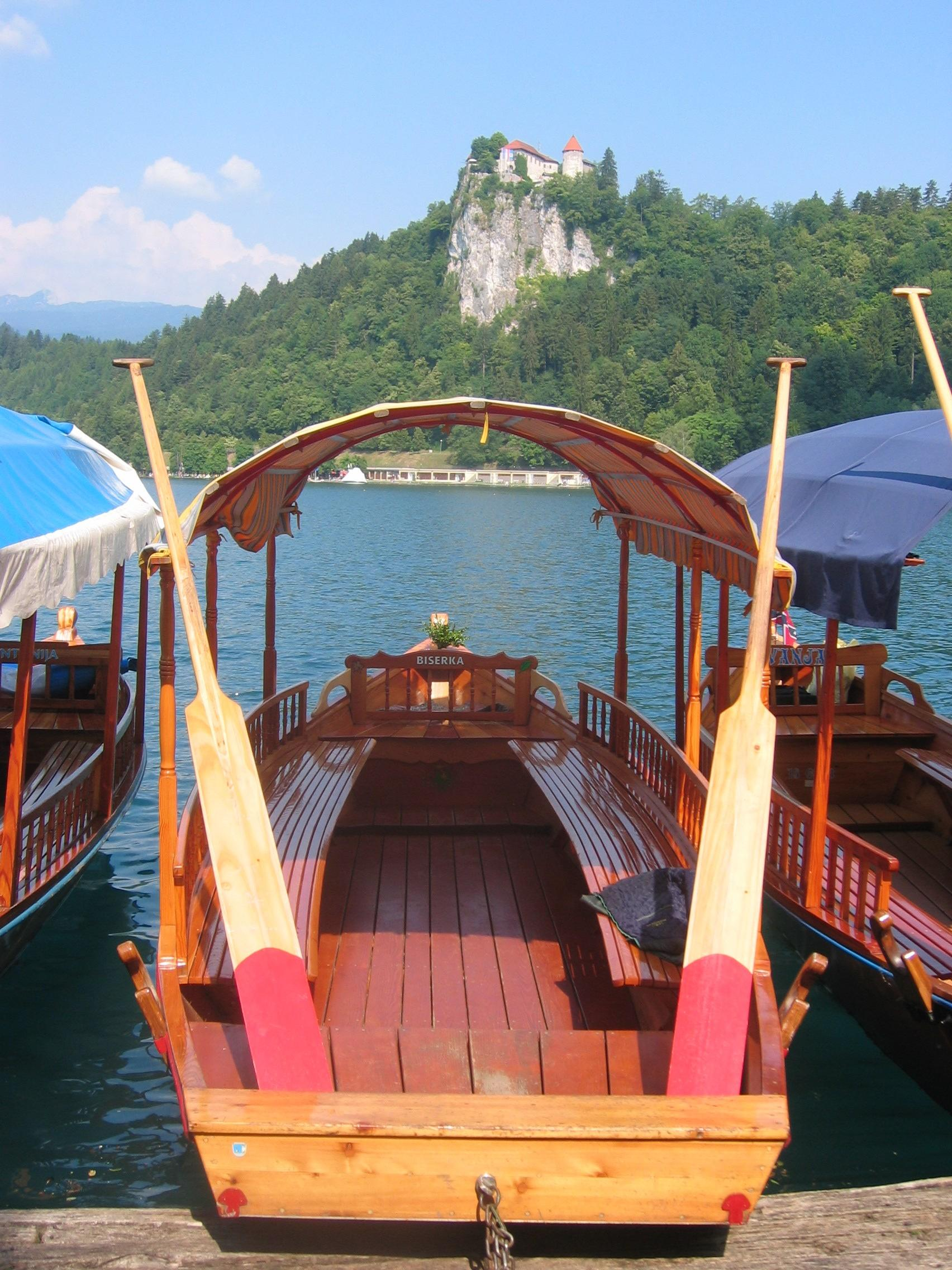
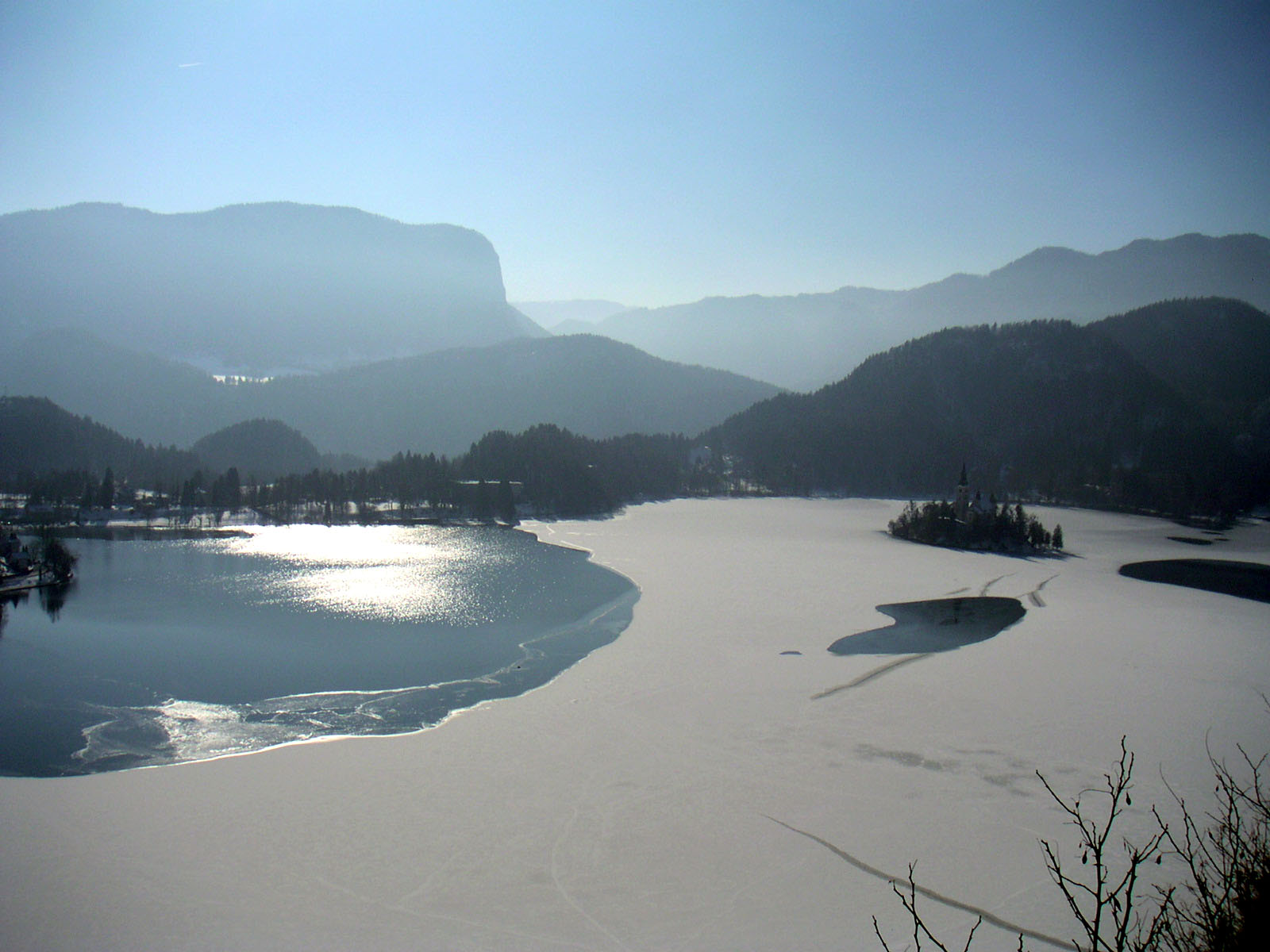
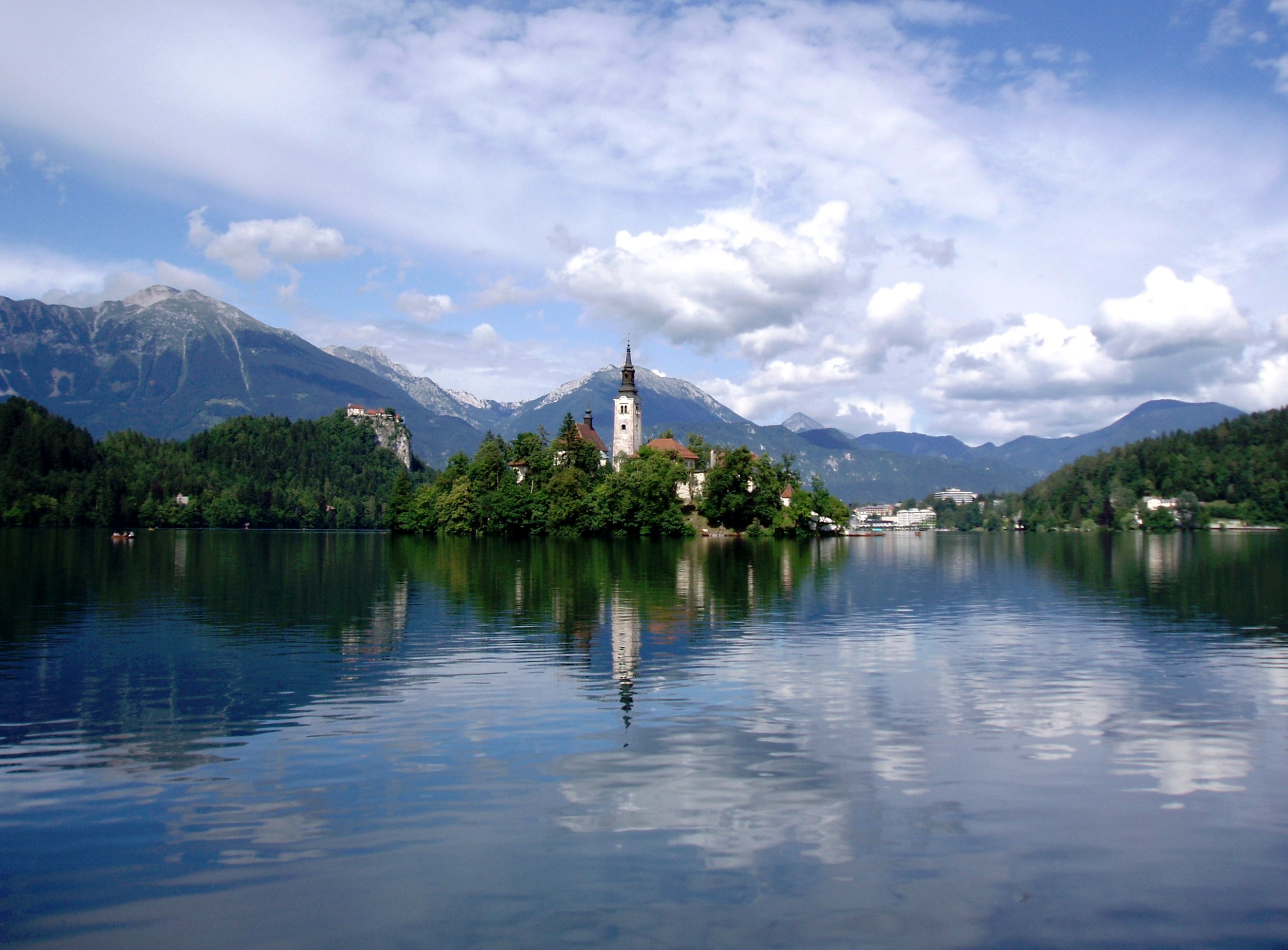
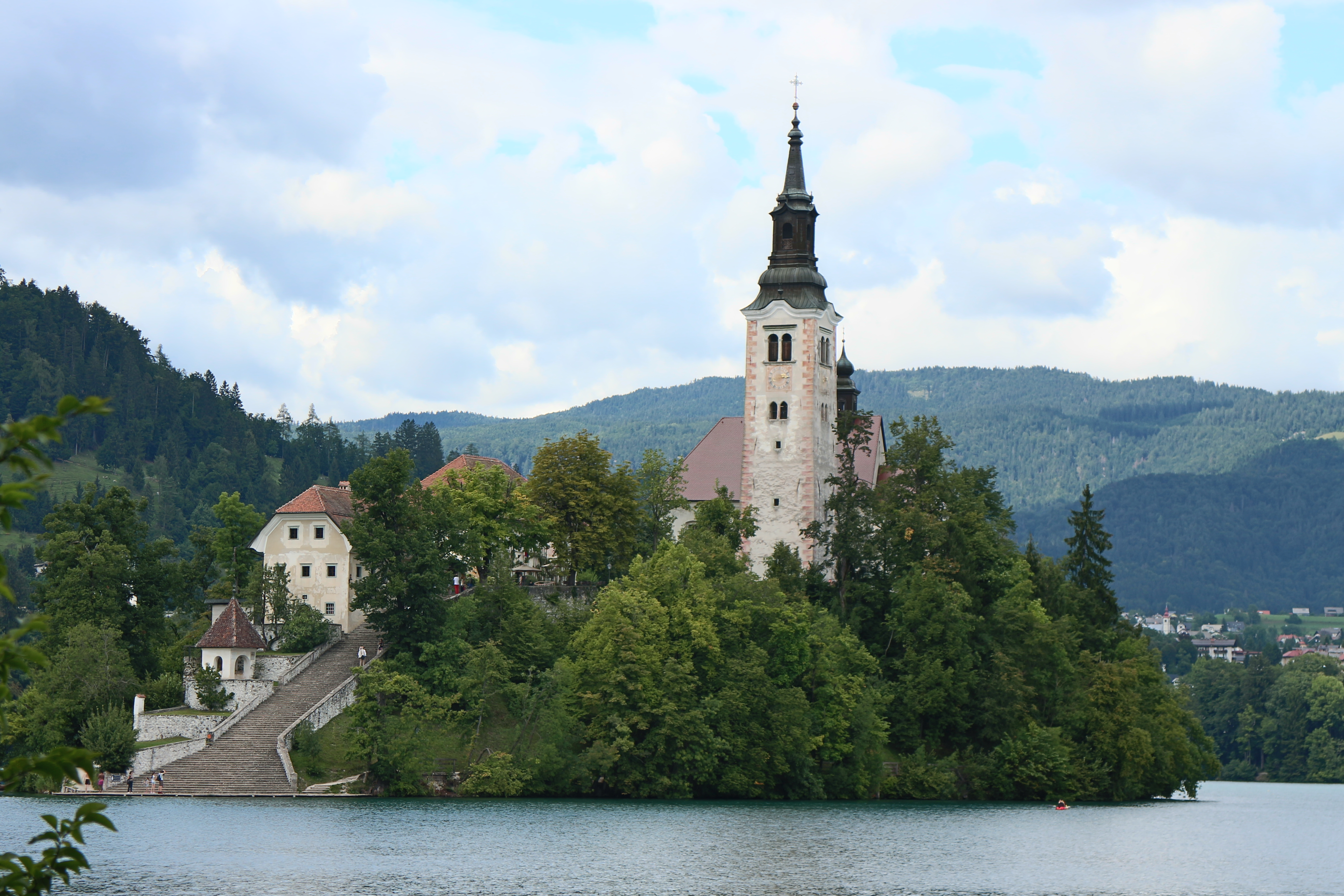